# لو روكويل
لو روكويل (بالإنجليزية: Lew Rockwell)‏ (و. 1944 – م) هو عالم اقتصاد، ورئيس تحرير، ومدون، وكاتب من الولايات المتحدة الأمريكية ولد في بوسطن.

## روابط خارجية
- لو روكويل على موقع IMDb (الإنجليزية)
- لو روكويل على موقع إن إن دي بي (الإنجليزية)